# Margarethe Siems

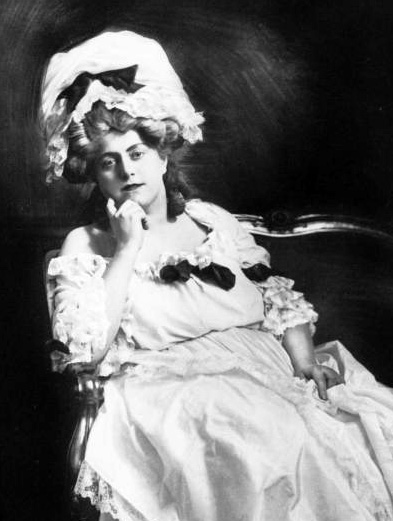
Margarethe Siems (1911)

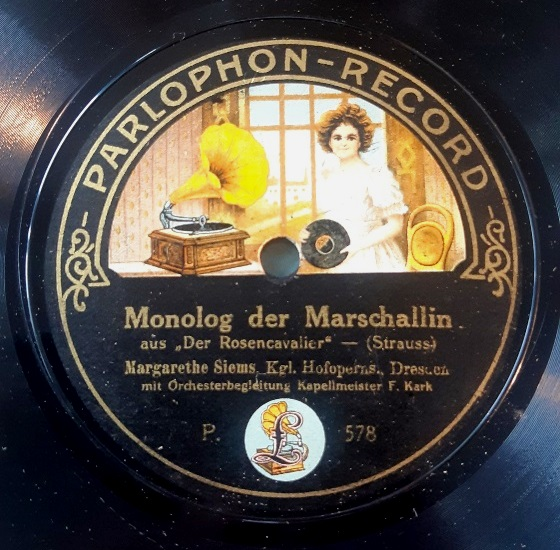
Schallplatte von Margarethe Siems (Berlin 1911)

Margarethe Bertha Ida Siems (* 30. Dezember 1879 in Breslau; † 13. April 1952 in Dresden) war eine deutsche Opernsängerin (Sopran) und Gesangspädagogin.

## Leben
Margarethe Siems erhielt in ihrem Geburtsort Breslau zunächst Geigen- und Klavierunterricht. 1899 begann sie ihr Gesangsstudium in Dresden bei der Sängerin und Musikpädagogin Aglaja Orgeni. 1902 erhielt sie von Theaterdirektor Angelo Neumann ihr erstes Engagement am Deutschen Theater Prag, wo sie als Königin Margarethe in „Die Hugenotten“ von Giacomo Meyerbeer debütierte.
1908 engagierte man sie an die Dresdner Hofoper (heute Semperoper), wo sie Nachfolgerin von Irene Abendroth wurde. Siems wirkte 1909 mit an der Uraufführung der Oper „Elektra“, 1911 an der Uraufführung von „Der Rosenkavalier“ sowie 1912 an der Uraufführung der Oper „Ariadne auf Naxos“ – allesamt von Richard Strauss, der die äußerst anspruchsvolle Rolle der Zerbinetta („Ariadne auf Naxos“) eigentlich für Frieda Hempel vorgesehen hatte, die aber kurzfristig erkrankt war. Die Rolle der Marschallin („Rosenkavalier“) blieb jedoch der größte Erfolg ihrer Karriere, die sie an viele deutsche und internationale Bühnen führte.
Von 1920 bis 1924 war Margarethe Siems Lehrerin für Gesang am Berliner Stern’schen Konservatorium; ab 1926 wirkte sie als private Gesangspädagogin in Dresden. Zu ihren Schülerinnen gehörte u. a. die  Altistin Sigrid Onegin. Nach zahlreichen Auftritten (überwiegend an der Dresdner- und der Berliner Hofoper), feierte Siems 1925 am Opernhaus ihrer Heimatstadt Breslau ihren offiziellen Bühnenabschied, mit ihrer Glanzrolle, der Marschallin aus dem „Rosenkavalier“.

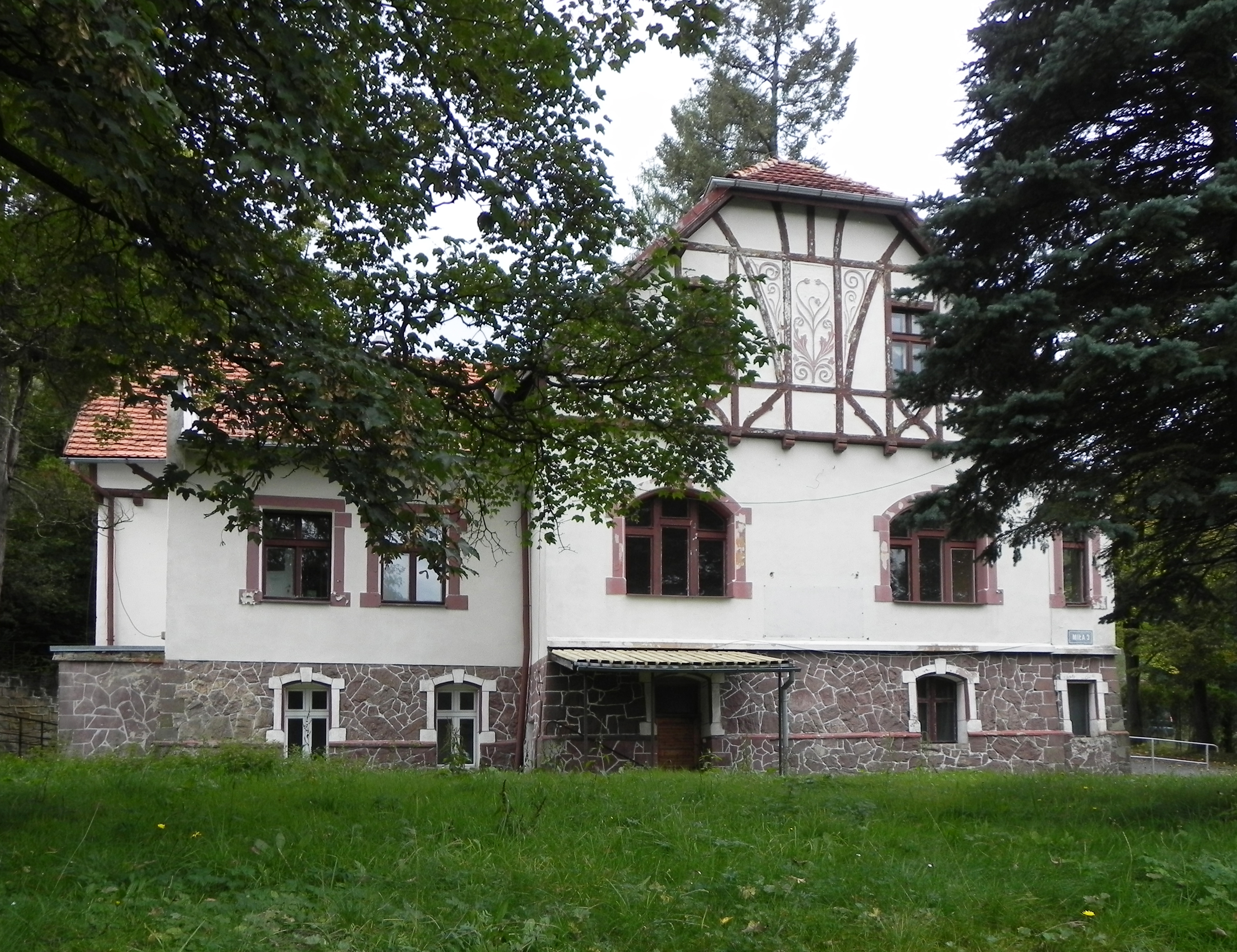
Ehemaliges Landhaus der Margarethe Siems in der früheren Bismarckstraße (heute ul. Miła Nr. 3) in Bad Landeck im Glatzer Land (heute Lądek-Zdrój).

Nach 1937 wurde sie Professorin für Gesang am Konservatorium von Breslau – stellte allerdings die Bedingung, kein Mitglied der NSDAP werden zu müssen. Sie lebte mittlerweile in Bad Landeck (heute Lądek-Zdrój, Polen), wo sie ein Landhaus erworben hatte. Bei der zwangsweisen Evakuierung am 27. November 1946 musste sie ihren Wohnort innerhalb einer Stunde verlassen, wobei alle ihre privaten Besitztümer verlorengingen. Verarmt ging Siems zurück nach Dresden, wo sie eine geringe Rente erhielt. Trotz hohen Alters lehrte sie weiterhin an der Dresdner Akademie für Musik.
Margarethe Siems war nicht verheiratet. Sie hatte eine Adoptivtochter (Ingeborg Siems), die jedoch 1950 im Alter von nur 37 Jahren nach einer Operation starb.
Siems starb knapp zwei Jahre später und wurde auf dem Johannisfriedhof in Dresden-Tolkewitz beerdigt.
Die ersten Schallplatten von Margarethe Siems erschienen auf G&T (Prag 1903 und 1906). 1911 entstanden in Berlin Aufnahmen aus dem Rosenkavalier für Gramophone, Odeon und Parlophon (auf letzterer Marke auch weitere Opernarien). Ihre letzten Aufnahmen machte sie für Pathé (Dresden 1912).

## Würdigung
Richard Strauss in einem Brief am 12. August 1949 (kurz vor seinem Tod):
„Frau Kammersängerin Margarethe Siems hat im Jahre 1911 die Rolle der Marschallin in meinem Rosencavalier zum erstenmale gesungen und dann die Rolle 320 Mal an allen großen Bühnen gesungen. Sie war vorbildlich für alle Marschallinnen, was Stimme und Spiel betrifft. In Stuttgart hat sie die schwere Partie der Zerbinetta in meiner Oper Ariadne aus der Taufe gehoben und auch hierin grosse Erfolge gehabt. Heute noch besitzt Frau Siems eine höchst kultivierte Stimme und ist als Gesangspädagogin auf das Wärmste zu empfehlen. Möge die junge Generation von ihrer mit bester Dresdner Tradition verbundenen Erfahrung für die Bühne viel lernen, das ist der Wunsch des Komponisten Dr. Richard Strauss.“
(Quelle: Sächsische Landes- und Universitätsbibliothek Dresden, Nachlass Gerda Weinholz/Margarethe Siems, Mscr_Dred_App 2543).